# Сарах
Сорах (хак. «остроконечная вершина») — гора в Хакасии, одна из вершин хребта Саксары. Располагается в восточной части хребта между хребтом Малый Саксыр и хребтом Большой Саксыр, в 16 км от села Весеннее (Усть-Абаканского района Хакасии) и в 20 км от села Усть-Камышта (Аскизского района) на границе районов.
Абсолютная высота 891 м, относительная высота около 300 м, с почти симметричными пологими склонами. Сложена нижне-среднедевонским вылканогенно-краснобурым осадочным комплексом пород. Склоны остепнены, на сев. и юж. склонах встречаются заросли кустарников, имеются пастбища. Культовое место хакасов.